# حملة الجزر البركانية وريوكيو
حملة الجزر البركانية وريوكيو (بالإنجليزية: Volcano and Ryukyu Islands Campaign) هي سلسلة من المعارك والاشتباكات بين قوات الحلفاء وقوات الإمبراطورية اليابانية ضمن مسرح أحداث المحيط الهادئ خلال الحرب العالمية الثانية بين يناير ويونيو 1945.
جرت الحملة في مجموعات الجزر البركانية وريوكيو. كانت المعركتان البريتان الرئيسيتان في الحملة، معركة ايو جيما (من 16 فبراير إلى 26 مارس 1945) ومعركة أوكيناوا (من 1 أبريل إلى 21 يونيو 1945). كما وقعت معركة بحرية رئيسية واحدة، سميت عملية تن-غو (7 أبريل 1945) وهو المسمى العملياتي الذي منحه إياها اليابانيون.
كانت الحملة جزءاً من حملة الحلفاء على اليابان التي هدفت إلى توفير مناطق انطلاق لغزو اليابان بالإضافة إلى دعم القصف الجوي والحصار البحري للبر  الياباني الرئيسي. إلا أن إسقاط القنايل الذرية على مدينتين يابانيتين إضافةً إلى الغزو السوفيتي الخاطف لمنشوريا اليابانية، دفع الحكومة اليابانية إلى الاستسلام دون الحاجة إلى غزو عسكري.

## الحملة
كانت أهمية جزيرة إيو جيما الإستراتيجية محل جدل. فقد كان لدى اليابانيين محطة رادار ومدرجات هبوط لإنطلاق المقاتلات من شأنها أن تقلع منها طائرات بي-29 التي ستهاجم البر الرئيسي الياباني. إذا استولى عليها الأميركيون، كما يمكن أن توفر لهم قواعد للمقاتلات المرافقة لمساعدة القاذفات بي-29 في قصف البر الرئيسي الياباني، فضلاً عن أنها ستكون بمثابة مدرج هبوط للطوارئ لأي قاذفة بي-29 متضررة ليس بإمكانها العودة إلى جزر ماريانا.
صدر التصريح بعملية الإستيلاء على إيو جيما في أكتوبر 1944. وفي 19 فبراير 1945، انطلقت حملة الإستيلاء عليها. وبحلول 26 مارس أصبحت الجزيرة آمنة. لم يؤسر إلا عدد قليل من اليابانيين، حيث قُتل الباقين أو انتحروا عندما وقعت بهم الهزيمة. ومع ذلك، عانى الأمريكيون من معدل خسائر فادحة خلال بداية إنزالهم، على عكس القتال الرئيسي داخل الجزيرة. بدأت المقاتلات عملياتها منذ 11 مارس، عندما أُمنَت المطارات وأغارت أولى القاذفات على الجزر اليابانية الرئيسية.
أما أوكيناوا فقد كانت عند مدخل اليابان مباشرة، أي بإمكانها توفير نقطة انطلاق للحلفاء لغزو بر اليابان الرئيسي. وفي الوقت نفسه، يتحصن في أوكيناوا، 131،000 جندي ياباني استعداداً لمقاومة شبيهة مقارنةً بما جرى في إيو جيما، في محاولة لسحق الأمريكيين أثناء نزولهم من مركبات الإنزال. وكان الجنرال ميتسورو أوشيجيما واثقاً من أن الأميركيين لن يقتربوا حتى من الشواطئ، باستخدام هجمات الكاميكازي تحت قيادة الأدميرال سويمو تويودا لصد الغزو.
كانت هجمات الكاميكازي أعظم مجهود نفذه المهاجمون الانتحاريون الأسطوريون، حيث أغرقوا 34 سفينة وألحقوا أضراراً بعدد 25 سفينة تتجاوز تكلفة إصلاحها، كما تضررت 343 سفينة بدرجات متفاوتة. أما في الحملة البرية، فقد قُتل أو أُصيب أو فُقد 48,193 جندياً في حملة الاستيلاء على الجزيرة. بحلول نهاية المعركة، قتل ثلاثة أرباع الضباط اليابانيين أو انتحروا. نجا فقط عدد قليل من الضباط من المعركة، على الرغم من استسلام مزيداً من الجنود. في 7 أبريل، كُلفًت البارجة اليابانية العظيمة ياماتو وأُرسلت لاستخدامها على غرار الكاميكازي، في عملية حملت الاسم الرمزي تن-غو، لكنها أُغرقًت. وقُتل اللواء البحري سيتشي ايتو وقائد البارجة كوساكو أروغا خلال هذه المهمة الانتحارية، ودُمرت البارجة من قبل أن تتمكن من الاشتباك مع البحرية الأمريكية. مكنت السيطرة على الجزر البركانية وريوكيو القوات الجوية الأمريكية من القيام بمهام ضد أهداف في هونشو وكيوشو، حيث وقعت أول غارة على طوكيو في الفترة من 9 إلى 10 مارس.

## وصلات خارجية
- Fisch Jr.، Arnold G. Ryukyus. World War II Campaign Brochures. Washington D.C.: مركز التاريخ العسكري لجيش الولايات المتحدة. CMH Pub 72-35. مؤرشف من الأصل في 2017-09-17.